# Závija tartomány
Ez-Závija tartomány (arabul شعبية الزاوية [Šaʿbiyyat az-Zāwiya]) Líbia huszonkét tartományának egyike. A történelmi Tripolitánia régióban, az ország északnyugati részén fekszik: északon a Földközi-tenger, keleten el-Dzsifára tartomány, délen el-Dzsabal el-Garbi tartomány, nyugaton pedig en-Nukát el-Hamsz tartomány határolja. Székhelye ez-Závija városa. Lakossága a 2006-os népszámlálás adatai szerint 290 993 fő.

## Fordítás
Ez a szócikk részben vagy egészben  a   Libyen#Verwaltungsgliederung című német Wikipédia-szócikk ezen változatának fordításán alapul.  Az eredeti cikk szerkesztőit annak laptörténete sorolja fel. Ez a jelzés csupán a megfogalmazás eredetét és a szerzői jogokat jelzi, nem szolgál a cikkben szereplő információk forrásmegjelöléseként.